# Плюскі
Плюскі (пол. Pluski, нім. Plautzig) — село в Польщі, у гміні Ставіґуда Ольштинського повіту Вармінсько-Мазурського воєводства.
Населення — 369 осіб (2011).

## Демографія
Демографічна структура станом на 31 березня 2011 року:
|          | Загалом | Допрацездатний вік | Працездатний вік | Постпрацездатний вік |
| -------- | ------- | ------------------ | ---------------- | -------------------- |
| Чоловіки | 191     | 29                 | 141              | 21                   |
| Жінки    | 178     | 15                 | 125              | 38                   |
| Разом    | 369     | 44                 | 266              | 59                   |